# Traktaty Methuena
Traktaty Methuena – dwa porozumienia pomiędzy Portugalią a Anglią, zawarte 16 maja i 27 grudnia 1703 roku. 
Układy pomiędzy Anglią a Portugalią były dziełem dyplomaty angielskiego, Johna Methuena (1650–1706). Stronę portugalską reprezentował Manuel Teles da Silva, 1. markiz Alegrete (1641–1709). Pierwszy traktat, zawarty w maju, miał charakter polityczno-wojskowy i ustanawiał sojusz między Anglią a Portugalią. Drugi, grudniowy układ dotyczył handlu. Jego strony zgodziły się na następujące warunki:
- w Portugalii zniesione zostanie dotychczasowe embargo na angielskie wyroby wełniane, które odtąd będą importowane na takich samych warunkach, jak przed wprowadzeniem restrykcji
- w Anglii portugalskie wina będą obarczane cłem równym 2/3 cła nałożonego na wina francuskie[1].

Traktat był obustronnie korzystny ekonomicznie. Oprócz zapewnienia sobie rynku zbytu na wyroby sukiennicze, Anglicy mogli importować po korzystnych cenach produkowane od niedawna wino typu Porto (ang. port wine). Natomiast w Portugalii produkcja win rozwinęła się na dużą skalę. Pod koniec XVIII wieku około 75% wina sprzedawanego w Wielkiej Brytanii pochodziło z Portugalii, a ok. 90% portugalskiego eksportu win porto trafiało na Wyspy Brytyjskie. 
Układ handlowy silnie związał oba państwa, nie tylko gospodarczo, ale i politycznie. Według niektórych badaczy to właśnie traktat z grudnia 1703 roku sprawił, że Portugalia stała się zależna gospodarczo od Wielkiej Brytanii. Z powodu tej zależności król Portugalii, Józef I Reformator, próbował anulować traktat. Jednak korzystna wymiana handlowa zdecydowała o utrzymaniu porozumienia. 
Podczas wojen napoleońskich, gdy Francja zaatakowała Portugalię w 1807 roku, Wielka Brytania wspomogła Portugalczyków zbrojnie – na jej terytorium wylądował korpus brytyjski pod dowództwem Arthura Wellingtona. Choć ostatecznie traktat wypowiedziano w 1836, to jednak jego skutki trwały dłużej. W 1916 Wielka Brytania, powołując się na dawne wspólne interesy obu państw, wymogła na Portugalii przystąpienie do wojny po stronie Ententy.